# Gloster (appel)

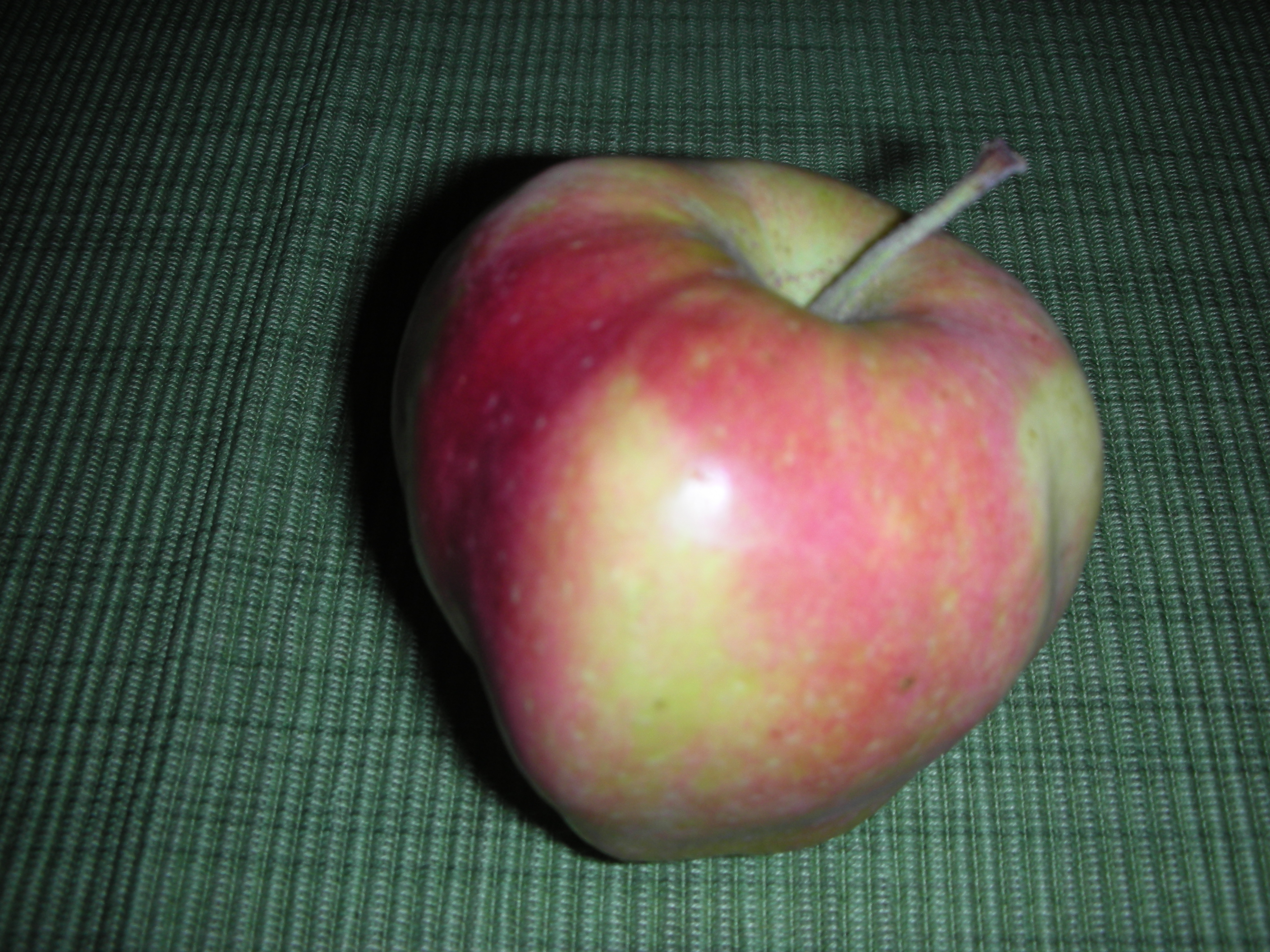
Gloster appel

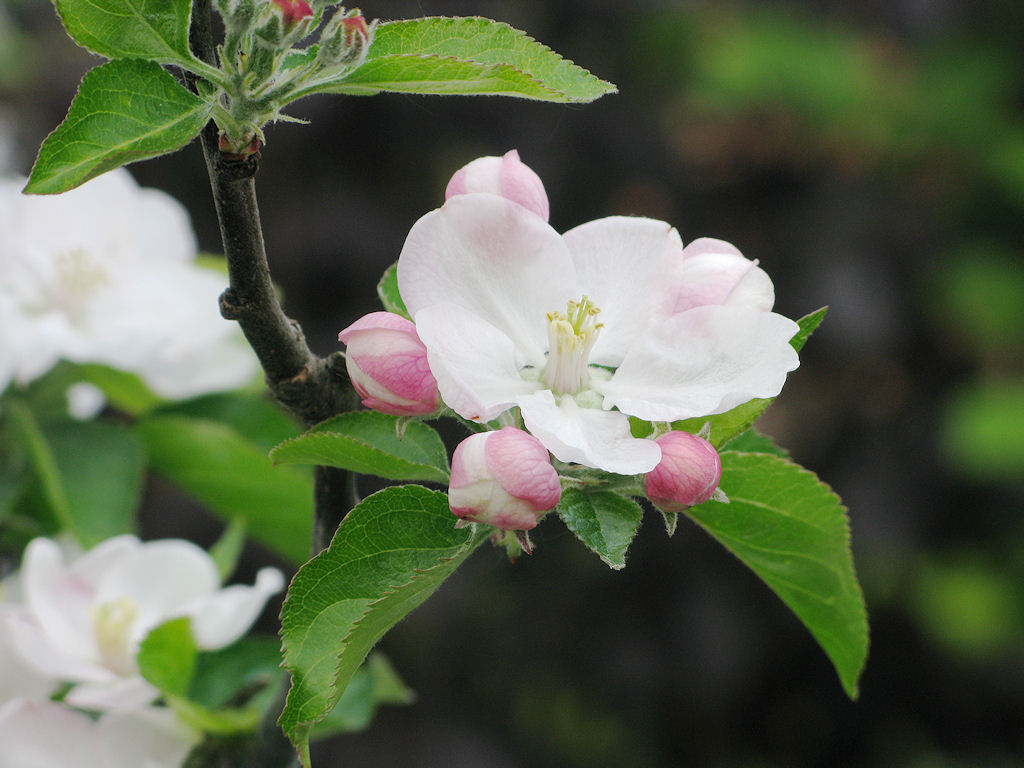
De bloesems van de Gloster

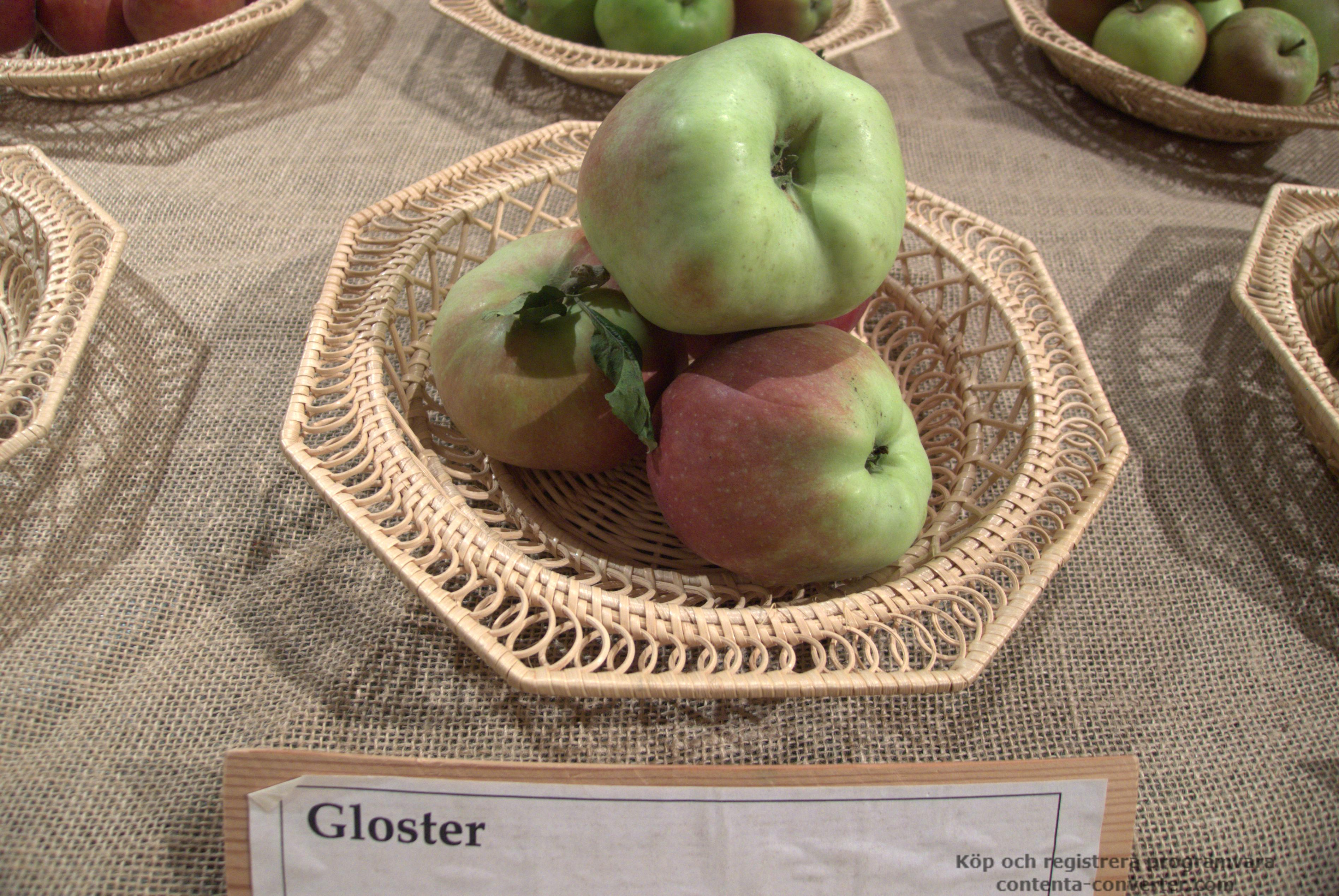
Gloster appels

Gloster is een zeer productieve, donkerrode tot paarsrode bewaarappel met een matige tot vrij goede, friszure smaak. De ondergrond is groengeel. Het vruchtvlees is zacht en groengeel van kleur en zuur van smaak. Het is een tamelijk grote, kegelvormige appel, die aan de neus sterk geribd is. Het ras is uit de belangstelling geraakt door problemen met klokhuisschimmel.
Het ras is in 1951 ontstaan als cultivar uit een kruising gemaakt door het Obstbauversuchsanstalt in Jork/Altes Land, Duitsland en als Gloster 69 in de handel gekomen in 1969. Kenmerkend zijn de lenticellen. De appels hangen los van elkaar en zijn bestand tegen de wind.
Het is een sterk groeiende boom, die vooral in de beginjaren uitgebogen moet worden. De appels moeten eind september tot begin oktober worden geplukt.
De appels kunnen in de koelcel bij 1 tot 2°C tot half februari bewaard worden. Met gescrubde CA-bewaring kan tot half maart bewaard worden en met ULO-bewaring tot half mei.

## Bloesems
De bloei is uitbundig en begint in maart tot mei. De centrale bloem opent zich eerst, dan de vijf bloemen eromheen.
De bloemen zijn wit tot lichtroze. De knop is donkerroze.

## Ziekten
Gloster is vatbaar voor klokhuisschimmel, dat bij ongeveer 10% van de vruchten rot rond het klokhuis veroorzaakt. Ook is het ras gevoelig voor glazigheid. Daarnaast is het tamelijk vatbaar voor vruchtboomkanker (Nectria galligena) en vatbaar voor schurft (Venturia inaequalis) en fruitmot (Cydia pomonella) en sterk gevoelig voor bacterievuur (Erwinia amylovora). De plant is goed bestand tegen echte meeldauw (Podosphaera leucotricha ). De bloesems en het hout zijn goed bestand tegen vorst.

## Ras
Het ras is diploïde en kan zichzelf gedeeltelijk bevruchten. Verder kan het bevrucht worden door onder meer Braeburn, Cox's Orange Pippin, Elstar, James Grieve, Lombarts Calville, Melrose, Winston, Golden Delicious en Jonared en in mindere mate door Alkmene, Discovery, Benoni en Summerred.